# Rajd Madery 2011
Rajd Madery 2011 (52. Rali Vinho da Madeira) – 52. edycja rajdu samochodowego Rajd Madery rozgrywanego w Portugalii. Rozgrywany był od 4 do 6 sierpnia 2011 roku. Bazą rajdu była miejscowość Funchal. Była to szósta runda Rajdowych Mistrzostw Europy w roku 2011 oraz piąta runda Rajdowych Mistrzostw Portugalii. Składał się z 19 odcinków specjalnych.

## Klasyfikacja rajdu
| Miejsce                | Kierowca               | Pilot                  | Samochód                       | Czas                   | Strata                 |                        |
| Klasyfikacja generalna | Klasyfikacja generalna | Klasyfikacja generalna | Klasyfikacja generalna         | Klasyfikacja generalna | Klasyfikacja generalna | Klasyfikacja generalna |
| ---------------------- | ---------------------- | ---------------------- | ------------------------------ | ---------------------- | ---------------------- | ---------------------- |
| 1.                     | Bruno Magalhães        | Paulo Grave            | Peugeot 207 S2000              | 2:53:06,1              | 0,0                    |                        |
| 2.                     | Vítor Sá               | Pedro Calado           | Peugeot 207 S2000              | 2:54:03,7              | +57,6                  |                        |
| 3.                     | Luca Rossetti          | Matteo Chiarcossi      | Fiat Abarth Grande Punto S2000 | 2:54:40,4              | +1:34,3                |                        |
| 4.                     | Miguel Nunes           | Victor Calado          | Mitsubishi Lancer Evo X        | 2:57:26,2              | +4:20,1                |                        |
| 5.                     | António Nunes          | Roberto Castro         | Mitsubishi Lancer Evo X        | 2:57:55,5              | +4:49,4                |                        |
| 6.                     | Luca Betti             | Maurizio Barone        | Peugeot 207 S2000              | 2:58:40,7              | +5:34,6                |                        |
| 7.                     | Ricardo Moura          | António Costa          | Mitsubishi Lancer Evo X        | 3:00:21,2              | +7:15,1                |                        |
| 8.                     | Pedro Peres            | Tiago Ferreira         | Mitsubishi Lancer Evo X        | 3:01:21,5              | +8:15,4                |                        |
| 9.                     | Manuel De Micheli      | Daniele Michi          | Peugeot 207 S2000              | 3:01:31,8              | +8:25,7                |                        |
| 10.                    | Antonín Tlusťák        | Jan Škaloud            | Škoda Fabia S2000              | 3:01:48,4              | +8:42,3                |                        |
| Klasyfikacja ERC       |                        |                        |                                |                        |                        |                        |
| 1. (3.)                | Luca Rossetti          | Matteo Chiarcossi      | Fiat Abarth Grande Punto S2000 | 2:54:40,4              | +1:34,3                |                        |
| 3. (6.)                | Luca Betti             | Maurizio Barone        | Peugeot 207 S2000              | 2:58:40,7              | +5:34,6                |                        |
| 3. (10.)               | Antonín Tlusťák        | Jan Škaloud            | Škoda Fabia S2000              | 3:01:48,4              | +8:42,3                |                        |
| 4. (12.)               | Szymon Ruta            | Sebastian Rozwadowski  | Peugeot 207 S2000              | 3:03:00,1              | +8:19,7                |                        |